# وظیفه منصفانه نمایندگی
وظیفه منصفانه نمایندگی بر عهده اتحادیه‌های کارگری کانادا و ایالات متحده است که نماینده چانه‌زنی انحصاری کارگران در یک گروه خاص هستند. این وظیفه است که همه کارمندان را منصفانه، با حسن‌نیت و بدون تبعیض نمایندگی کنید.

## تاریخچه
در دهه ۱۹۴۰ در پرونده آمریکایی، «استیل در مقابل لوئیزویل و راه‌آهن نشویل»، مفهوم دی اف آر آغاز شد و به عنوان یک آزمون قانونی در Vaca v. Sipes (۱۹۶۷) رسمیت یافت. این دکترین برای اولین بار در کانادا با گزارش کارگروه وودز ذکر شد. اولین مورد کانادایی که DFR را ایجاد کرد، فیشر علیه پمبرتون (۱۹۶۹) بود که به Vaca v. Sipes اشاره کرد. یک DFR در قانون کانادا تصویب نشد تا اینکه اصلاحیه‌هایی به قانون روابط کار انتاریو در سال ۱۹۷۱ اضافه شد و به دنبال آن بریتیش کلمبیا در سال ۱۹۷۳ اعمال شد.

## درخواست در کانادا
یافته‌های نقض DFR علیه اتحادیه در کانادا نسبتاً نادر است، زیرا دادگاه‌ها آن را نه به عنوان وظیفه ارائه نمایندگی خوب، بلکه به عنوان وظیفه‌ای برای ارائه نکردن نمایندگی بد یا تبعیض آمیز تفسیر کرده‌اند. با این وجود، شکایات DFR در مواردی که اتحادیه تصمیماتی «خودسرانه، دمدمی مزاجانه، تبعیض آمیز یا نادرست» اتخاذ کرده است، تأیید می‌شود.